# 유제프 올렉시

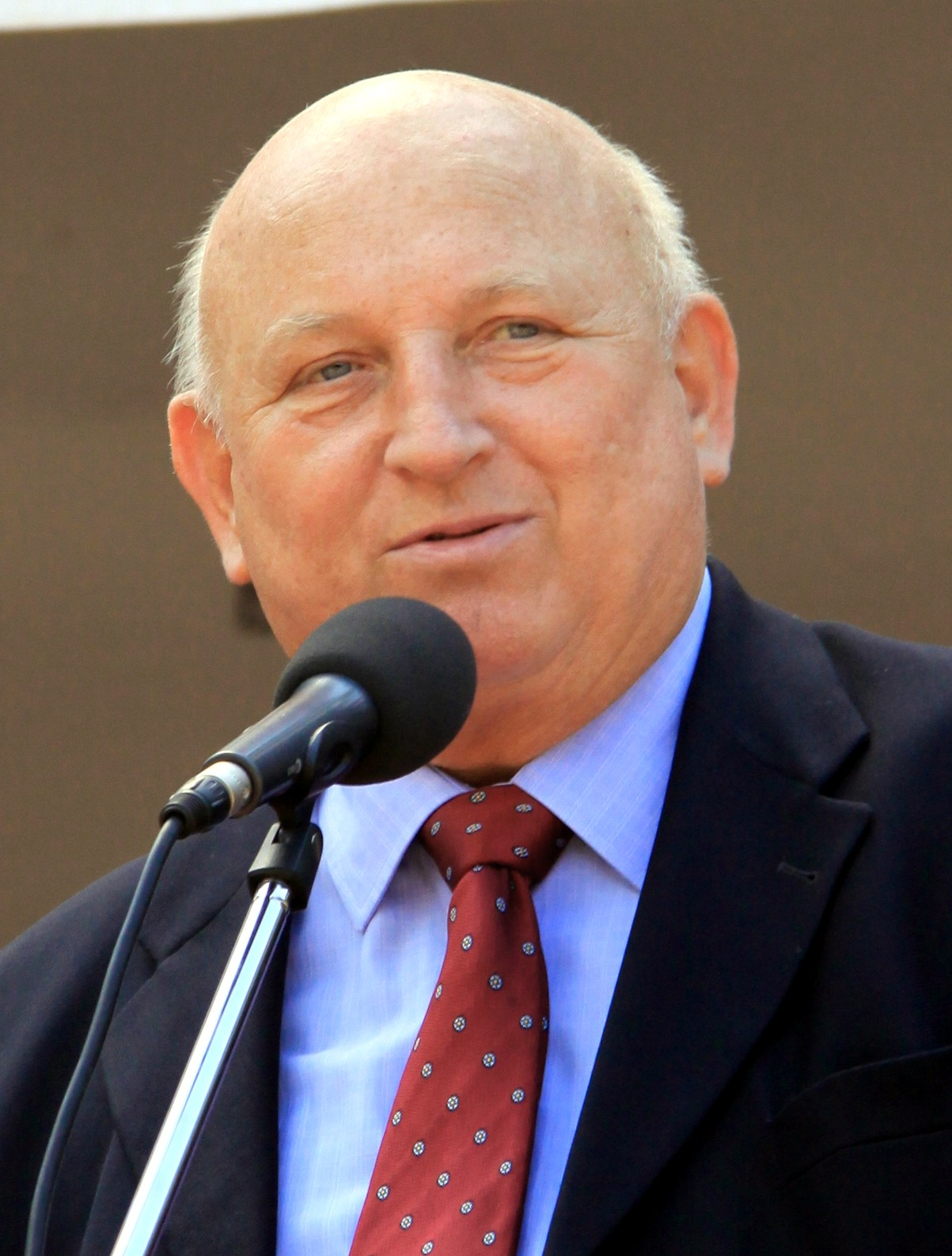
유제프 올렉시 (2007년)

유제프 올렉시(Józef Oleksy, 1946년 6월 22일 ~ 2015년 1월 9일)는 폴란드의 좌파 정치인으로 민주좌파연합(SLD)의 의장이었으며, 1995년 3월부터 1996년 2월까지 폴란드 총리직에 있다가 러시아 간첩 활동을 한 혐의로 고발당하고 사임했다.

## 같이 보기
- 폴란드의 정당